# Depressopyga abercornica
Depressopyga abercornica är en stekelart som beskrevs av Heinrich 1968. Depressopyga abercornica ingår i släktet Depressopyga och familjen brokparasitsteklar. Inga underarter finns listade i Catalogue of Life.